# Pilgrimsfærd
 "Pilgrim" omdirigeres hertil. For andre betydninger af Pilgrim, se Pilgrim (flertydig).
En pilgrimsfærd eller valfart er en rejse til hellige steder. Både rejsens mål og form kan være underkastet religiøse forskrifter.
Ordet pilgrim kommer fra latin peregrini (= dem, der går mellem markerne), af per og agri (= ager, mark). Romerne kaldte sig cives Romani (= borgere af Rom), mens alle andre kaldtes peregrini, der bedst kan oversættes med "fremmede". I kristendommen fik ordet efterhånden en anden valør.

## Pilgrimsrejsen som overgangsrite
Pilgrimmen rejser af religiøse grunde til et sted, som en religion anser som helligt. Grunden kan være taknemlighed og et løfte om at tilbede en guddom eller helgen på stedet, eller et ønske om at tilegne sig en del af stedets særlige velsignelse. Nogle pilgrimsruter stammer fra oldtiden, men kan have fået et nyt indhold i historiens løb. Andre er indstiftet af en profet eller en religiøs bevægelse, eller fordi en hellig har vist sig på stedet. Antropologen Victor Turner anser pilgrimsrejser som en form for overgangsrite i tre led:
- 1. Adskillelse fra hverdagslivet (afrejse)
- 2. Grænsetilstanden, hvor pilgrimen befinder sig i en hellig tilstand (under rejsen og opholdet på helligstedet)
- 3. Hjemkomst til hverdagen.[4]

## Pilgrimsfærd i kristendommen
Uddybende artikel: Kristen pilgrimsfærd i middelalderen
Indenfor katolicismen bruges pilgrimsfærd som en bodshandling og er derfor ikke i sig selv underlagt en fast liturgi, men indgår som et element i bodssakramentet. Pilgrimsfærd har alligevel siden middelalderen spillet en stor rolle. I højmiddelalderen var vejene fyldt med pilgrimme, og mange var på mindst én rejse i deres liv. Det vigtigste valfartsmål i middelalderen var Gravkirken i Jerusalem, så Rom og dernæst Santiago de Compostela, tilegnet og opkaldt efter apostlen Jakob. Relikvier var af stor betydning som Vézelay, der påberåbte sig at eje den døde Maria Magdalene. Overalt i Europa fandtes pilgrimsmål af lokal betydning. De kendteste steder som Jerusalem og Jakobsvejen til Santiago de Compostela krævede en lang og besværlig rejse, medens andre som Köln eller den af Geoffrey Chaucer beskrevne rejse til Canterbury stillede mindre krav til nordeuropæiske vejfarende. I Danmark var helligkilderne særlig søgt. De mest søgte valfartssteder i Danmark var Karup i Jylland, Sankt Sørens kilde i Holmstrup på Sjælland og endnu en Sankt Sørens kilde ved Kippinge på Falster.
En vellykket valfart var en ny dåb og en mulighed for en ny start på livet, hvor pilgrimmen var renset for tidligere synder. På en rejse til Jerusalem bidrog alle begivenheder og problemer til forståelsen af myten om Jesu lidelse og død, og den rejsende kunne opleve en personlig udfrielse gennem associationen med det guddommelige.
I dag valfarter især katolikker til en række steder, som knyttes til undergørende helgener. Lourdes er fra 1800-tallet.
I nutiden er pilgrimsvandring blevet almindelig også for evangelisk kristne. Der arrangeres pilgrimsvandringer til bl.a. Nidaros  og Vadstena. Langs hærvejen ligger pilgrimsherberger.

## Pilgrimsfærd i islam
Alle de store verdensreligioner har pilgrimssteder, men kun i islam er pilgrimsfærd påbudt. En af islams fem hellige pligter er at foretage en pilgrimsrejse (hadj) til Mekka mindst én gang i livet i den 12. måned i den islamiske kalender.
Initialfasen:

Inden han tager afsted, sørger han for, at hans to yngste børn kan blive passet af hans svigerforældre. Han får fri fra arbejde og sørger for at betale gæld og løse konflikter inden afrejsen.

Liminalfasen:

Han tager afsted til Saudi-Arabien. Her besøger den meget troende Medina og den hellige moské. Kravet indfries, når han når frem til Mekka, og får sin todelte hvide kaftan på. Derefter gennemgår han en lang række ritualer. Afsluttet med den samme bøn hver gang.

Finalfasen:

Pilgrimmen tager ud for at kaste sten på en søjle, der symboliserer djævelen og hans ondskab. Så ofrer han lam og drikker af og vasker sig i den hellige kilde. Pilgrimmene løber syv gange frem og tilbage mellem to bakker, som Muhammed/Ibrahims kone gjorde. Kvinderne må gå.